# Josyne van Beethoven
Josyne van Beethoven, död 1595, var en flamländsk kvinna som avrättades för häxeri. Hon var en anfader till Ludwig van Beethoven. 
Hon var gift med Aert van Beethoven och mor till fyra barn. Josyne var en förfader till Ludwig van Beethoven. Van Beethoven arresterades den 5 augusti 1595 på order av borgmästaren Jan-Baptist van Spoelberch i Kampenhout, misstänkt för häxkonst (på "misstanke och indikation om trolldom") och fördes till Bryssels fängelse. Stadsbor hade anklagat henne för en pakt med djävulen, eftersom en häst fyra gånger hade fallit död i byn, på en plats där hon hade passerat. Efter hennes gripande inkom fler vittnesmål. En häst hade kissat blod och dött av kolik, och en ko hade gett mjölk som var sur. Efter flera förhör där hon förnekade anklagelserna förflyttades hon den 18 augusti 1595 till Steenpoort, ett fängelse som sades vara hårdare. Torterad slutade hon med att den 13 september erkände hon de brott som hon inte begått. På frågan om de "andra häxorna" hon kände, angav hon sin granne Anna Versande som sedan kom att förvisas.
Josyne Van Beethoven dömdes till bålet den 5 augusti 1595 samt konfiskering av all hennes egendom till förmån för statskassan och kronan. Dagen före avrättningen försökte hon begå självmord genom att svälja krukskärvor. Hon gjorde ett misslyckat självmordsförsök på tröskeln till avrättningen genom att svälja krukskärvor. Hon brändes under en offentlig avrättning på Grand-Place i Bryssel den 13 september 1595.
Som svar på en framställning till Bryssels revisionsrätt erhöll Aert van Beethoven rätten att behålla hälften av den konfiskerade äktenskapliga egendomen. Han fick dock betala kostnaderna för arrestering, förhör, tortyr och bränning.